# Ґейсей
Ґейсе́й (яп. 芸西村, げいせいむら, МФА: [geːseː muɾa]?) — село в Японії, в повіті Акі префектури Коті.   Площа становить 39,63 км². Станом на 1 липня 2012 року населення складало 4021  осіб, густота населення — 101 осіб/км².   

## Демографія
Згідно з даними перепису населення Японії, населення села Ґейсей станом на 1 жовтня 2020 року становило 3694 особи, з яких чоловіків — 1724 осіб, жінок — 1970 осіб. Густота населення — 39,60 осіб/км².

## Галерея

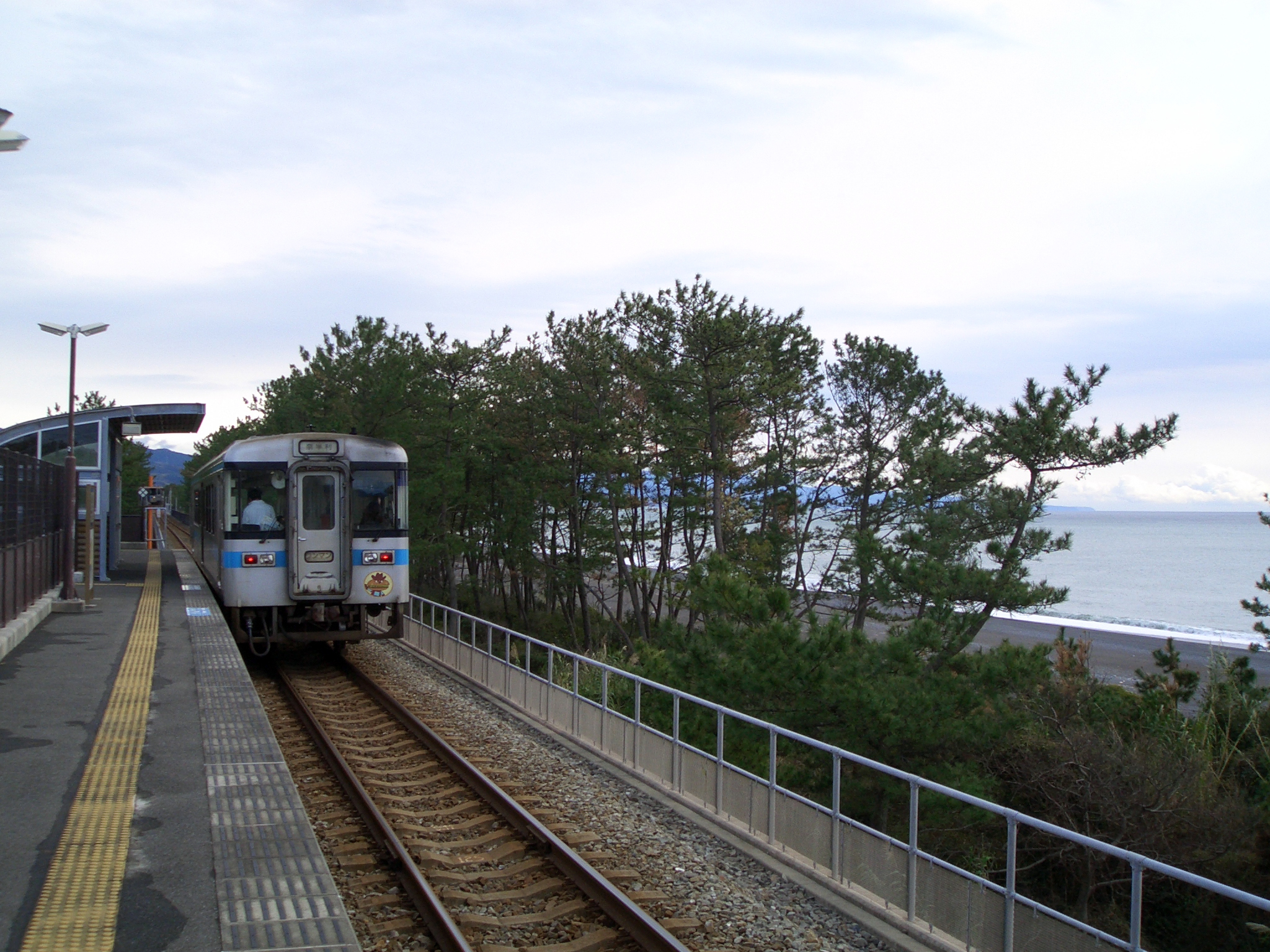
Залізнична станція в селі Ґейсей
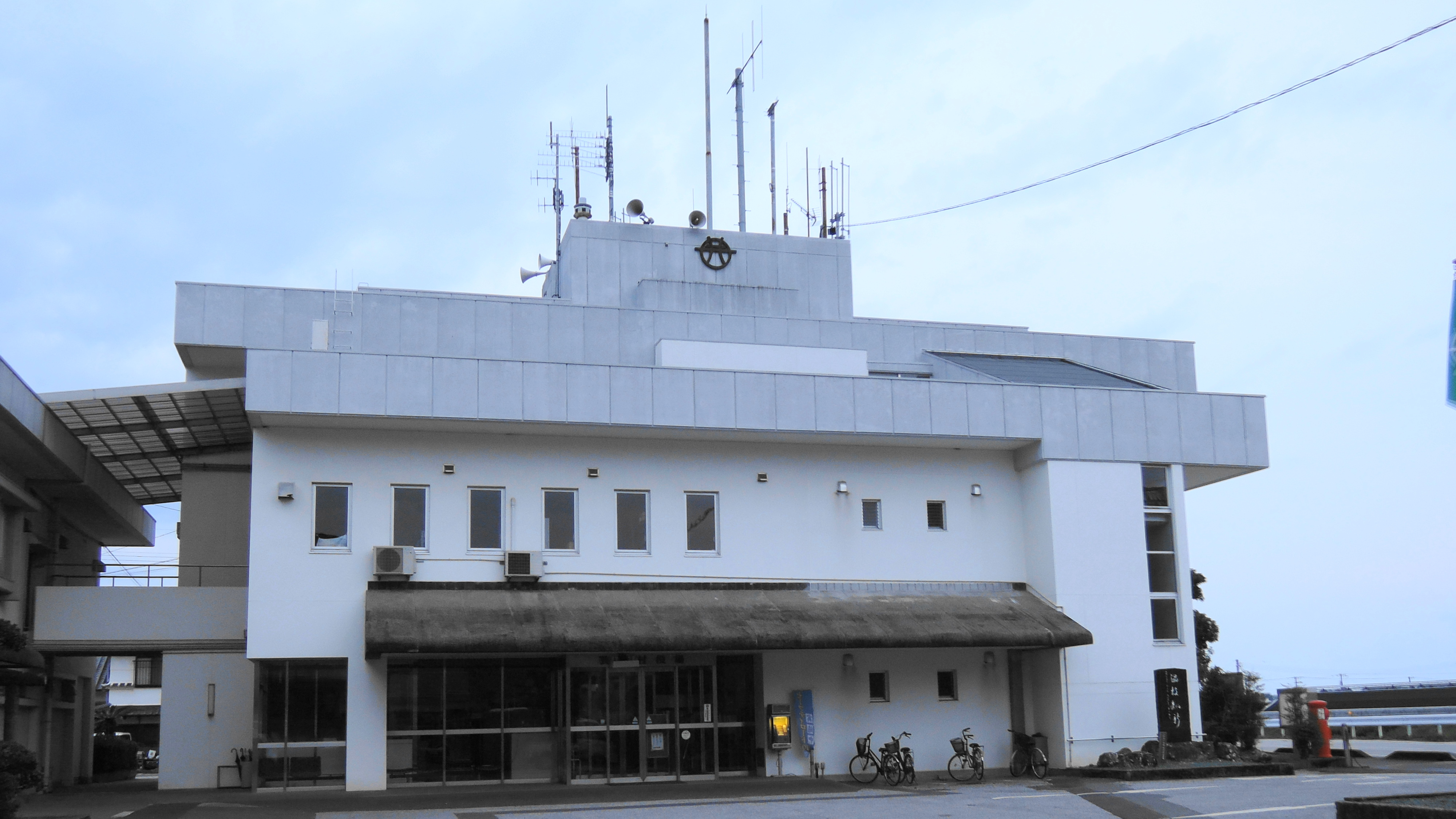
Адміністративна будівля в селі Ґейсей
